# Leonardoleerstoel
De Leonardoleerstoel was een jaarlijks gasthoogleerschap aan Tilburg University, ingesteld in 1998 en vanwege bezuinigingen opgeheven in 2013.
De leerstoel van de Faculteit voor Geesteswetenschappen werd jaarlijks bekleed door een volgens de universiteit 'spraakmakend dubbeltalent'. De leerstoel is genoemd naar Leonardo da Vinci, het prototype uomo universale. De Leonardohoogleraar verzorgde als gastdocent een masterclass over een zelf in te vullen thema en gaf ter afsluiting een openbare lezing in de aula van de universiteit. De laatste gasthoogleraar was oud-tafeltennisspeelster, journaliste en schrijfster Bettine Vriesekoop.

## Leonardohoogleraren
Voormalige Leonardohoogleraren zijn:
- Computerlinguïst-schrijver Hugo Brandt Corstius (1998-1999),
- Dichter-psychiater Rutger Kopland (1999-2000),
- Hematoloog-dichter Leo Vroman (2000-2001),
- Schrijver-politicus Jan Terlouw (2003-2004),
- Schrijver-kunstenaar Ted van Lieshout (2004-2005),
- Schrijver-televisiemaker-tekenaar Wim T. Schippers (2006-2007),
- Actrice-schrijver-manager Cox Habbema (2007-2008),
- Acteur-biograaf Thom Hoffman (2008-2009),
- Journalist-antropoloog Joris Luyendijk (2009-2010),
- Oud-politica Femke Halsema  (2010-2011),
- Satiricus Wim de Bie (2011-2012),
- Tafeltennisspeelster-journaliste-schrijfster Bettine Vriesekoop (2012-2013).